# Rotten Sound
I Rotten Sound sono una band grindcore e death metal finlandese formatasi a Vaasa nel 1993. I testi delle loro canzoni riguardano generalmente questioni di interesse sociale come l'avidità, il conformismo, il razzismo, la politica e la violenza.

## Storia del gruppo

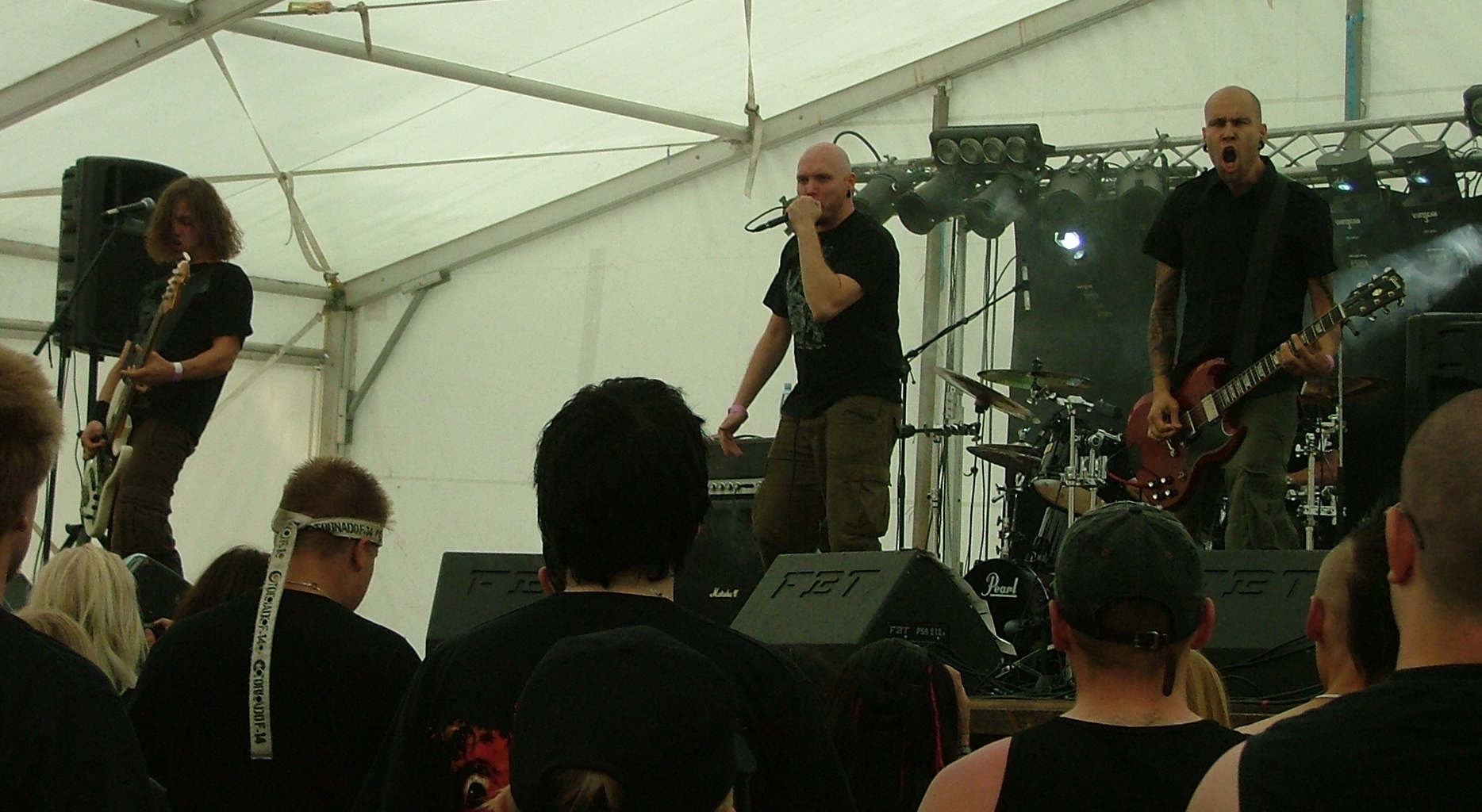
I Rotten Sound in concerto al Kuopio Rockcock il 26 luglio 2008

I Rotten Sound vengono fondati dal chitarrista Mika Aalto a Vaasa, in Finlandia, nel 1993. Il gruppo pubblica la sua prima registrazione, l'EP Sick Bastard, attraverso la Genet Records nel 1994. Negli anni successivi vedono la luce altri due EP, Psychotic Veterinarian nel 1995 e Loosin' Face nel 1996, e uno split con i Control Mechanism, Splitted Alive nel 1997.
Il primo album in album in studio dei Rotten Sound, Under Pressure, esce nel 1997 per l'etichetta spagnola Repulse Records. Il disco è seguito, nel 1999, da Drain, secondo full-length del gruppo. L'album segna il debutto del secondo chitarrista Juha Ylikoski. All'inizio del 2000 la band firma un contratto per la casa discografica statunitense Necropolis Records, con la quale pubblica l'EP Still Psycho, contenente una cover della celebre canzone dei Carcass Reek of Putrefaction. Allo scopo di promuovere l'album i Rotten Sound partono per una tournée europea in compagnia di Hateplow, In Aeturnum e Malevolent Creation.
Il loro terzo album in studio, intitolato Murderworks, esce il 17 giugno 2002 per Deathvomit Records negli Stati Uniti e per Century Media Records in Europa. L'attività di promozione del disco li vede partecipare come headliner al tour Murdering Europe, col quale attraversano il vecchio continente assieme a due band ceche come Fleshless e Lykathea Aflame. Negli anni seguenti il gruppo continua ad essere in tournée: nel giugno 2003 è in Europa con Hateplow e Debauchery e nel maggio 2004 è negli Stati Uniti con Circle of Dead Children, Phobia e Strong Intention. Il 5 gennaio 2005 esce il loro quarto full-length, Exit. Il lavoro è registrato ai Soundlab Studios di Örebro, Svezia, e si avvale della partecipazione, come tecnico del suono e produttore, di Mieszko Talarczyk, defunto cantante e chitarrista dei Nasum. Nel marzo dello stesso anno i Rotten Sound partono con i Disfear per un tour scandinavo.
Il 9 gennaio 2008 viene pubblicato Cycles, quinto studio album del gruppo.

## Formazione

### Formazione attuale
- Keijo Niinimaa - voce (1993-presente)
- Mika Aalto - chitarra (1993-presente)
- Sami Latva - batteria (2006-presente)
- Kristian Toivainen - basso (2010-presente)

### Ex componenti
- Juha Ylikoski - chitarra (1998-2001)
- Toni Pihlaja - basso (1994)
- Mika Häkki - basso (2000-2003)
- Pekka Ranta - basso (1998-2000)
- Masa Kovero - basso (1994)
- Ville Väisänen - batteria (1994)
- Kai Hahto - batteria (1995-2006)

## Discografia

### Album in studio
- 1997 - Under Pressure (Repulse Records)
- 1999 - Drain (Repulse Records)
- 2002 - Murderworks (Deathvomit Records, Century Media Records)
- 2005 - Exit (Spinefarm Records)
- 2008 - Cycles (Spinefarm Records)
- 2011 - Cursed (Relapse Records)
- 2016 - Abuse to Suffer (Season of Mist)

### Raccolte
- 2003 - From Crust 'Til Grind (Deathvomit Records)

### EP
- 1994 - Sick Bastard (Genet Records)
- 1995 - Psychotic Veterinarian (S.O.A. Records)
- 1996 - Loosin' Face (Anomie Records)
- 2000 - Still Psycho (Necropolis Records)
- 2006 - Consume to Contaminate (Spinefarm Records)
- 2008 - The Rotten Sound (Spinefarm Records)
- 2010 - Napalm (Relapse Records)
- 2011 - Curses (Fullsteam Records)
- 2013 - Species at War (Season of Mist)

### Split
- 1997 - Splitted Alive (I.D.S. Records)
- 2001 - 8 Hours of Lobotomy (M.C.R. Records)
- 2002 - Seeds of Hate / Crap (Cudgel Agency)

## Videografia

### VHS e DVD
- 1997 - Live in Nummirock '999 (Repulse Records)
- 2004 - Murderlive (Spinefarm Records)